# Pafos
Pafos (řecky Πάφος, turecky Baf) je město na Kypru při pobřeží Středozemního moře. Má přes 40 000 obyvatel. V mytologii je město místem, kde se měla narodit bohyně Afrodíté. V minulosti byl Pafos hlavním městem ostrova, které navštívil na svých cestách i biblický Pavel z Tarsu. Na ostrově se dochovala řada památek starověkého Řecka i dalších kultur. Zejména proto bylo v roce 1980 zařazeno ke světovému dědictví. Město má subtropicko-středomořské klima, s nejmírnějšími teplotami na celém ostrově.

## Původ názvu
Podle pověsti získalo město název podle Pafos, která byla dcera legendárního krále Pygmaliona a jeho ženy Galatey (oživlé sochy bohyně Afrodíty).

## Doprava
Mezinárodní letiště Pafos je druhým největším letištěm na Kypru. Se zbylými třemi většími městy je spojen dálnicí, kterou využívá i meziměstská autobusová doprava.

## Partnerská města
- Anzio, Itálie
- Chania, Řecko
- Kalamaria, Řecko
- Korfu, Řecko , 1992
- Lamia, Řecko
- Mytiléna, Řecko
- Preveza, Řecko

## Galerie

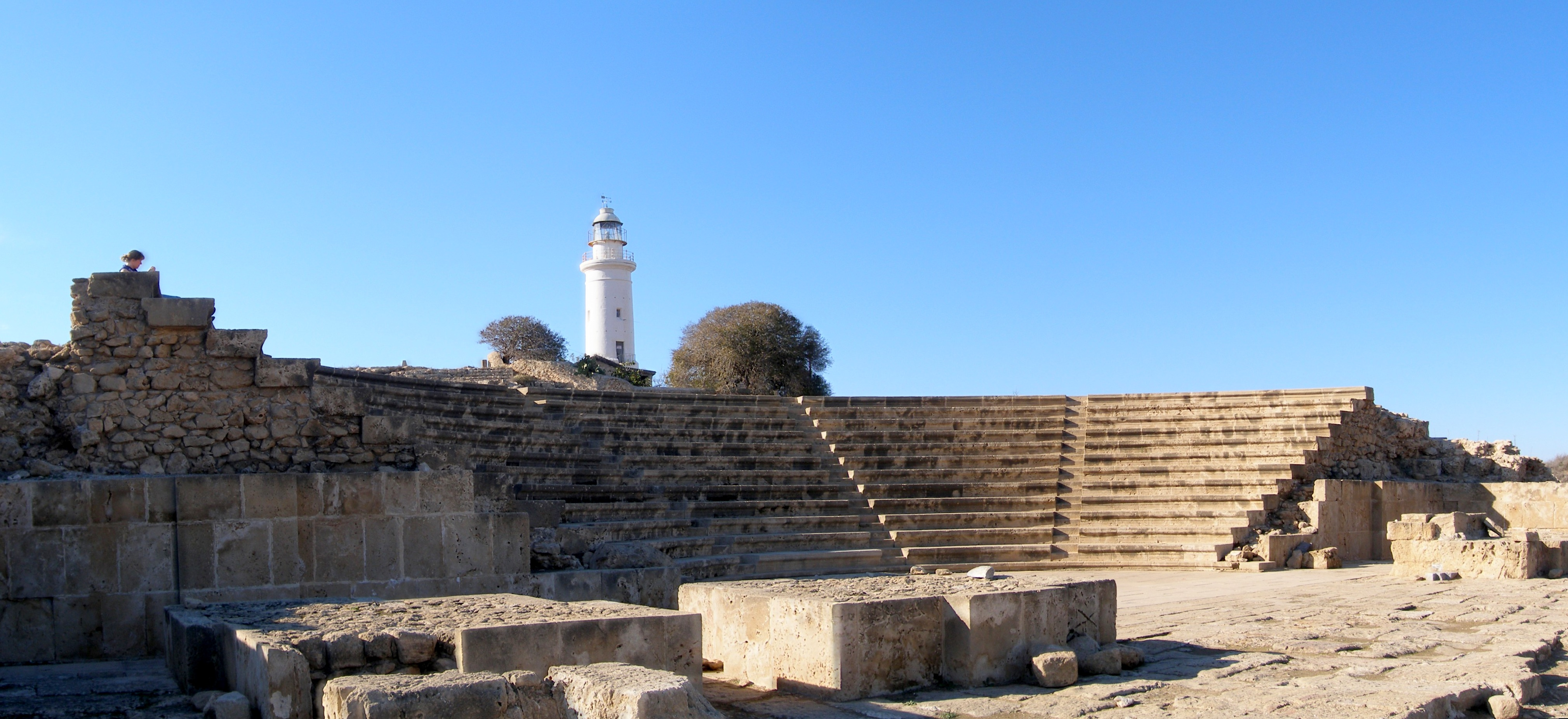
Pafoský odeon
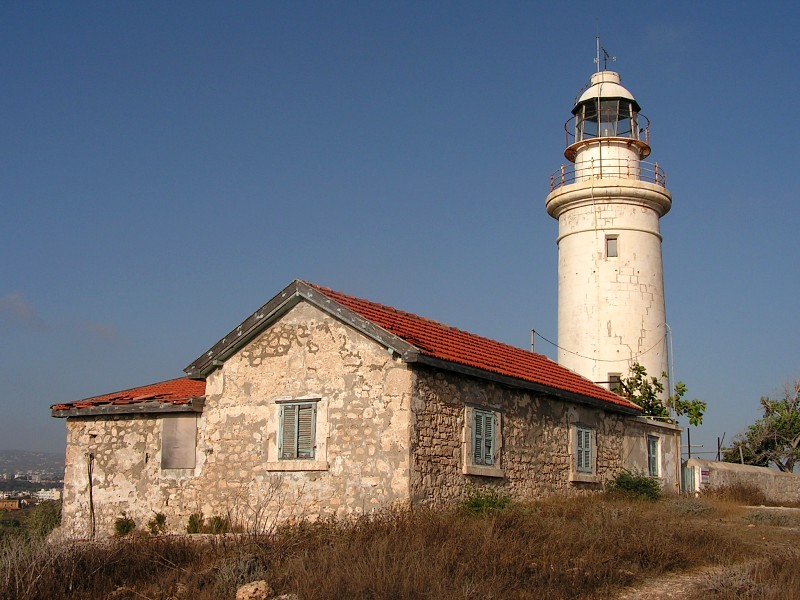
Maják
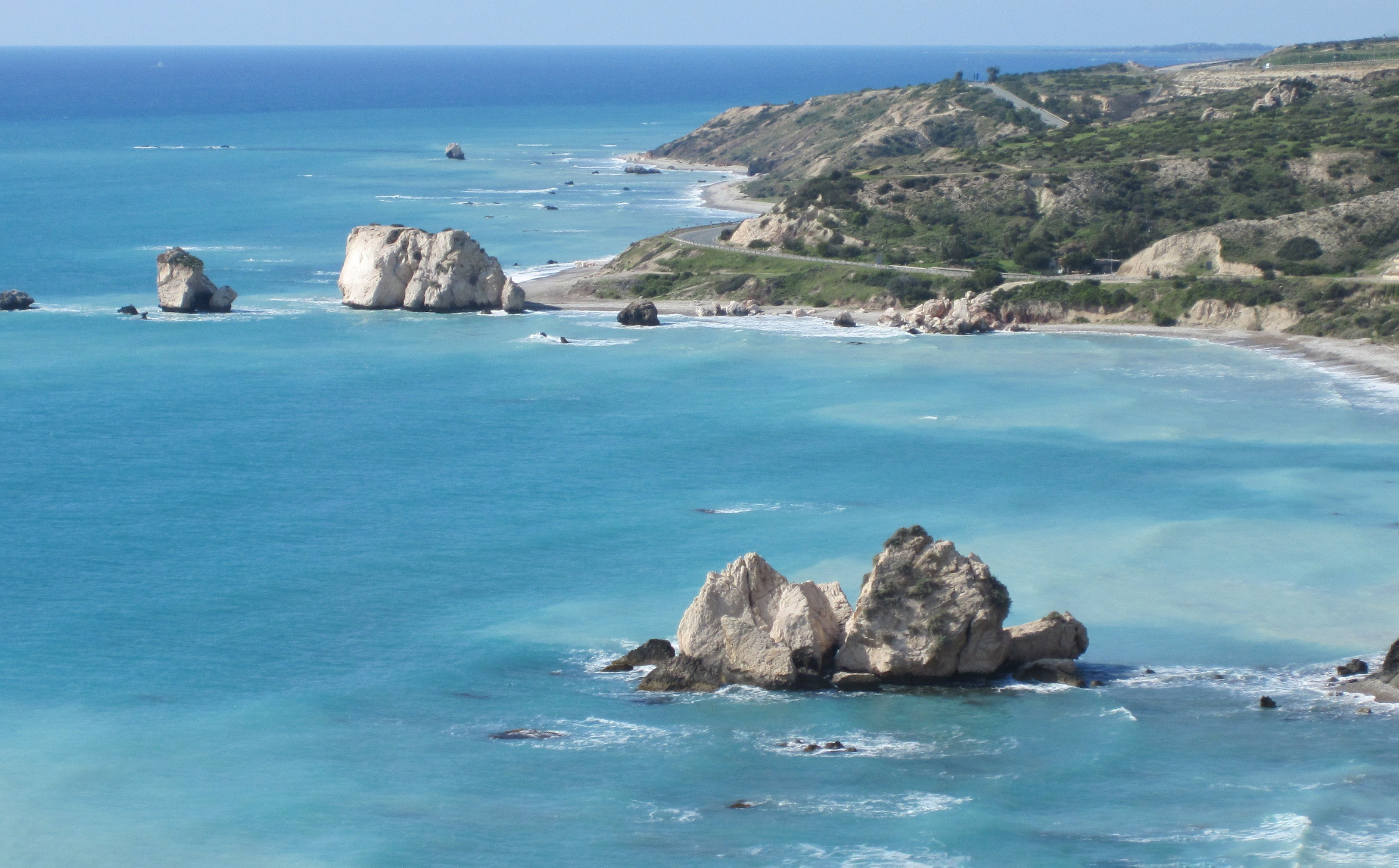
Saracénská skála
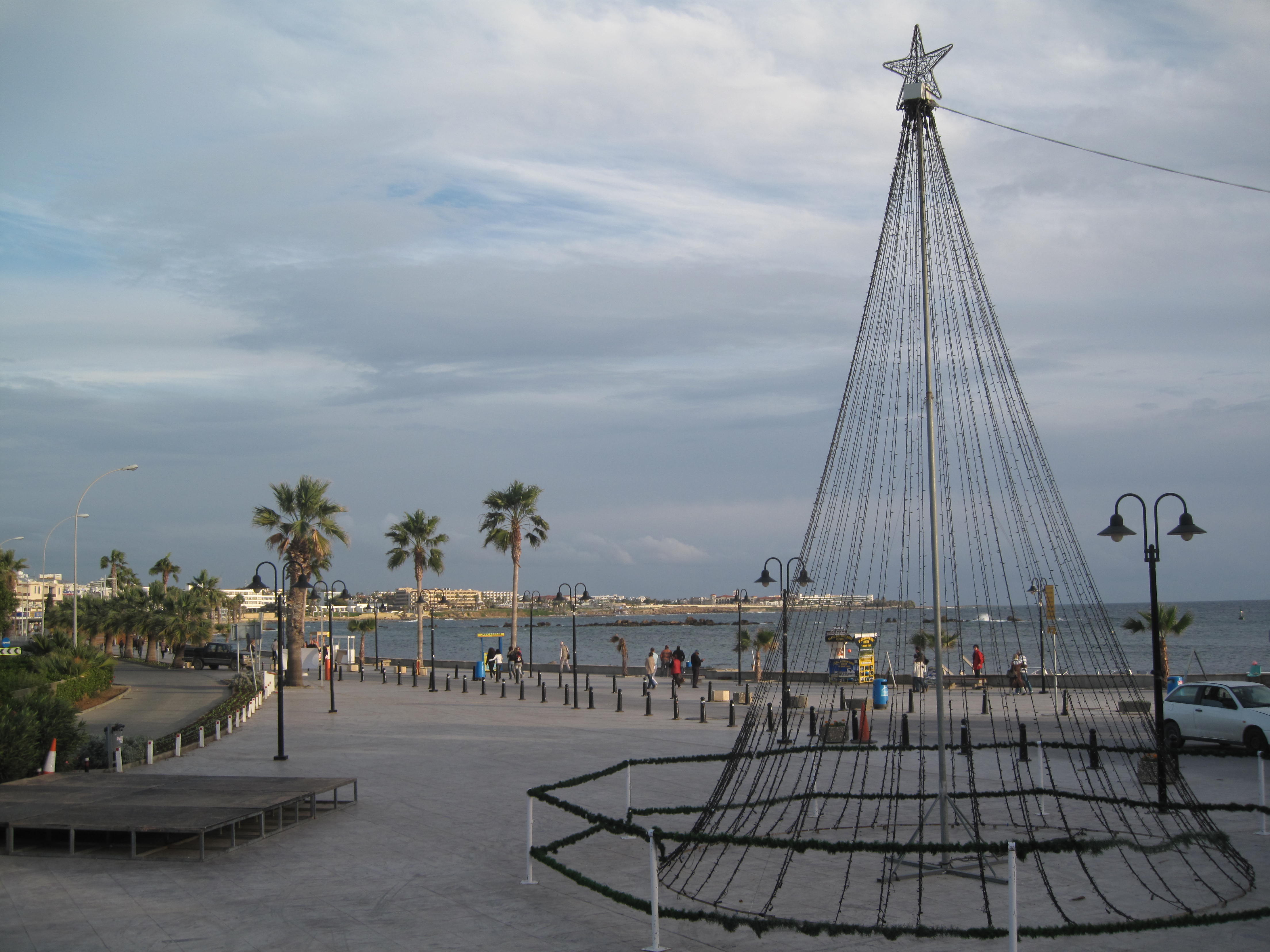
Nábřeží